# Adoretus ganganus
Adoretus ganganus är en skalbaggsart som beskrevs av Machatschke 1958. Adoretus ganganus ingår i släktet Adoretus och familjen Rutelidae. Inga underarter finns listade i Catalogue of Life.